# Arachne Linea
L'Arachne Linea è una struttura geologica della superficie di Europa.